# Sebastiaan Steur
Sebastiaan Steur (Naarden, 8 maart 1984) is een Nederland voetballer die uitkomt voor Spakenburg.

## Biografie
Steur begon zijn voetbalcarrière bij ASC Waterwijk en vandaar uit ging hij naar de jeugd van Ajax. Dat leverde hem in 2002 de transfer op naar de selectie van FC Volendam, waar hij zich ontplooide tot een goede aanvaller. Hoewel hij technisch zeer sterk is, is zijn aantal doelpunten gering. Het leverde hem in 2005 de transfer naar sc Heerenveen op, waar hij slechts 3 keer speelde. In 2006 mocht hij op huurbasis naar Excelsior. In juni 2008 is hij transfervrij overgenomen door Heracles Almelo, voor de duur van 2 jaar. Vanaf augustus 2010 komt Steur uit voor Spakenburg in de Topklasse.